# Luigi Ferrajoli
Luigi Ferrajoli (Florència, Itàlia, 6 d'agost del 1940) és un jurista italià, antic magistrat, catedràtic, filòsof del dret italià i deixeble de Norberto Bobbio. El 16 de novembre de 1962, es va llicenciar en dret per la Universitat de Roma La Sapienza. Entre 1962 i 1965 obté tres beques anuals i va poder continuar els seus estudis de dret, lògica, filosofia de la ciència, filosofia analítica i anàlisi del llenguatge.

## Principals obres
Luigi Ferrajoli, Teoria assiomatizzata degli atti e delle situazioni giuridiche, in Pubblicazioni dell'Istituto di Filosofia del diritto dell'Università di Roma, III serie, Milano, Giuffré, 1967
Luigi Ferrajoli, Teoria assiomatizzata del diritto. Parte generale, in Pubblicazioni dell'Istituto di Filosofia del diritto dell'Università di Roma, III serie, Milano, Giuffré, 1970
Luigi Ferrajoli e Danilo Zolo, Democrazia autoritaria e capitalismo maturo, Milano, Feltrinelli, 1978
Luigi Ferrajoli, Diritto e ragione. Teoria del garantismo penale, con prefazione di Norberto Bobbio, 10ª ed., Laterza, Roma-Bari, 2011 [1989], pp. 1034, ISBN 978-88-420-3481-0.
Luigi Ferrajoli, La sovranità nel mondo moderno, 2ª ed., Roma-Bari, Laterza, 2004 [1995], pp. 93, ISBN 978-88-420-5213-5.
Luigi Ferrajoli, La cultura giuridica nell'Italia del Novecento, Roma-Bari, Laterza, 1999, pp. 122, ISBN 978-88-420-5700-0.